# Soko Galeb
Die Soko Galeb (serb. соко/soko dt. „Falke“ – галеб/galeb dt. „Möwe“) ist ein Flugzeugmodell der Firma Soko. Als erster jugoslawischer Serien-Jet wurde das Flugzeug von 1961 bis 1983 für die  jugoslawische Luftwaffe und Exportkunden gebaut. Der Rumpf wurde so ausgelegt, dass er voll akro-tauglich war und das Limit bei +8/−4g lag. Bei Soko wurde der Typ auch als N-60 bezeichnet.

## Varianten
- G-1 „Galeb“

Die zwei produzierten G-1 Galeb waren Prototypen.
- G-2A „Galeb“

Die G-2A Galeb ist ein zweisitziger Kampftrainer.
- G-2A-E „Galeb“

Die Exportversion des Galeb mit neuerem UHF/VHF-Funkgerät, Funkkompass, ILS, VOR, und Radiokompass.
- G-2š „Galeb“

Bei dieser reinen Jettrainer-Variante wurde die Bewaffnung wie auch die Aufhängepunkte weggelassen.
- G-3 „Galeb 3“

Dieser Prototyp mit einem Viper-532-Triebwerk diente als Prototyp für die TJ-1 Jastreb.
- J-1 Jastreb

Einsitziger Jagdbomber, basierend auf der G-2A.

## Nutzer
Bei Soko in Mostar wurden insgesamt 250 Serienflugzeuge gefertigt.
- Jugoslawien (Ratno Vazduhoplovstvo i Protiv Vazdušna Odbrana – RV i PVO SFRJ Jugoslawische Luftwaffe): 130 (130 × G-2A & G-2s)
- Serbien und Montenegro (Ratno Vazduhoplovstvo i Protiv Vazdušna Odbrana Serbische Luftwaffe): 130 (G-2A & G-2s; nur noch eine Maschine für Testflüge)
- Kroatien (Ratno Zrakoplovstvo i Protiv Zracna Odbrana Kroatische Luftwaffe): 2 (2 × G-2A-Beuteflugzeuge vom Militärflugplatz Udbina; außer Dienst gestellt)
- Sambia (Zambian Air Wing Sambische Luftwaffe): 6 (6 × G-2A-E; außer Dienst gestellt)
- Tansania 2 Exemplare von 1971–74
- Libyen (Al Quwwatal Jawwiya al Jamahiriya al Arabia al Libyya Libysche Luftwaffe: 120 (80 × G-2A-E)

## Technische Daten

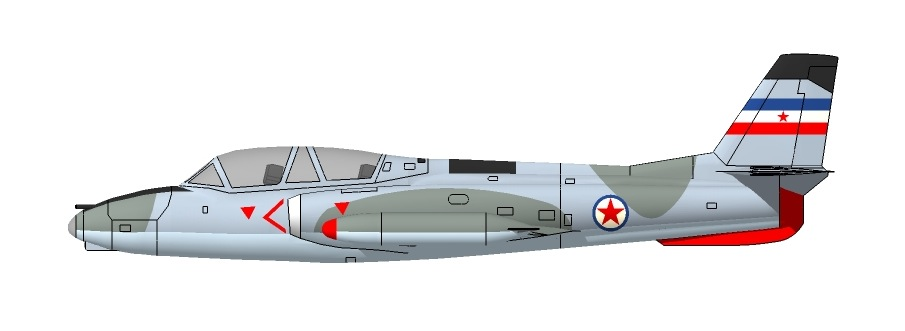

Soko G-2-1 Galeb

| Kenngröße             | Daten der G-2A Galeb                                               |
| --------------------- | ------------------------------------------------------------------ |
| Besatzung             | 2                                                                  |
| Länge                 | 10,34 m                                                            |
| Spannweite            | 9,73 m                                                             |
| Höhe                  | 3,28 m                                                             |
| Flügelfläche          | 19,43 m²                                                           |
| Leermasse             | 2.620 kg                                                           |
| max. Startmasse       | 4.300 kg                                                           |
| Antrieb               | ein Strahltriebwerk Rolls-Royce Viper 11 Mk.226 mit 1.134 kp Schub |
| Höchstgeschwindigkeit | 812 km/h auf Meereshöhe                                            |
| Dienstgipfelhöhe      | 12.000 m                                                           |
| Reichweite            | 1.240 km                                                           |

### Bewaffnung
Fest installierte Bewaffnung im Bug
- 2 × 12,7-mm-Maschinengewehre Colt-Browning AN-M3 mit je 80 Schuss Munition

Waffenzuladung von 300 kg an acht Außenlaststationen
Ungelenkte Luft-Boden-Raketen
- 6 × ungelenkte NRZ Luft-Boden-Rakete; Kaliber 127 mm
- 2 × Raketen-Rohrstartbehälter NRZ BR-1-57 (Kopie UB-16-57) für 16 × ungelenkte S-5-Luft-Boden-Raketen; Kaliber 57 mm

Ungelenkte Bomben
- 2 × S-1 (115-kg-Freifallbombe)
- 2 × HVAR-5 (225-kg-Splitterbombe)

### Rettungssysteme
Für jeden Piloten ist ein britischer Folland-Type-1-B-Schleudersitz eingebaut. Jede Cockpithaube muss vor dem Ausstieg separat abgesprengt werden.